# Diego González
Diego González (segle xvii -segle xviii) militar al servei de Felip V durant la Guerra de Successió Espanyola, cobrà un especial protagonisme durant la darrera campanya del conflicte, la Guerra dels catalans (1713-1714).
El 1707 fou nomenat coronel del regiment de dragons d'Osuna, unitat alçada a Andalusia i pagada per Francisco de Paula Téllez-Girón y Benavides, duc d'Osuna. Durant la Guerra dels Catalans (1713-1714), la darrera campanya militar de la Guerra de Successió Espanyola a Catalunya, el regiment del coronel Diego González lluità al Front exterior conjuntament amb el comte de Montemar i José Vallejo formant el Campo volante de Cataluña, el cos d'exèrcit que combatia a l'interior del territori català contra les tropes del marquès del Poal i executant diferents accions de repressió.
La seva primera actuació destacada tingué lloc al combat de Torredembarra, lliurat el 16 de juliol de 1713 on González derrotà les tropes del general Rafael Nebot i Font quan intentava evitar que les tropes austriacistes entreguessin Tarragona a les tropes borbòniques segons havien acordat al Conveni de l'Hospitalet. Posteriorment el gener de 1714 esclatà el gran aixecament a l'interior del territori català contra el pagament de les quinzenades —un impost de guerra decretat pels borbònics—; Diego González, al capdavant de 2.600 homes, arrasà Sant Quintí de Mediona i la Pobla de Claramunt, perseguint els sometents que els havien fet front en aquelles poblacions i a Igualada. Després de cremar diverses masies del territori prosseguí fins al Llobregat fins a arribar al vell castell de Castellví de Rosanes on s'havien aquarterat diversos sometents revoltats. González, confiat en la seva superioritat numèrica, ordenà atacar però les tropes borbòniques foren rebutjades en dos assalts, patint 360 baixes i sense poder impedir que finalment les tropes rebels poguessin escapar. Vers el març de 1714 les seves tropes pogueren encalçar una columna que havia sortit de Barcelona i, segons informà la Gaceta de Madrid, el brigadier Diego González feu passar la major part d'aquest cos de combatents catalans a degolla i penjant-ne el comandant. Dues setmanes després, ubicat el seu regiment a Granollers, fou incrementat amb 300 efectius més. La política repressiva de González culminà el juny del 1714 quan ordenà incendiar la vila de Monistrol de Montserrat «por aver dado socorro a los Sediciosos». Finalment el seu regiment lluità a la batalla de Talamanca l'agost del 1714 on les tropes borbòniques foren derrotades per les forces catalanes comandades pel marquès del Poal.